# 綾瀬みう
綾瀬 みう（あやせ みう、1987年2月10日 - ）は、日本の元AV女優。元キーストンプロダクション所属

## 略歴・人物
東京都出身。
身長:152cm。スリーサイズ:B84(C-65)・W56・H83。血液型:B型。
2006年12月にビデオメーカー・マキシングの専属女優としてAVデビュー。
元々は「井川舞衣（いがわ まい）」という名前だったが、デビュー前に「綾瀬みう」に変わった。
6作品に出演後、専属を離れ他メーカー作品に出演。
2008年に引退。

## 出演作品

### アダルトビデオ
- 新人 綾瀬みう *最後の妹属性*（2006年12月16日、マキシング）※デビュー作
- 僕のエッチな妹（2007年1月16日、マキシング）
- 究極妹属性×口内射精（2007年2月16日、マキシング）
- 綾瀬みう 性技の味方（2007年3月16日、マキシング）
- みうと激エロランジェリー♥（2007年4月16日、マキシング）
- FU-ZOKU CHANNEL 04 綾瀬みうがもしフードルだったら。（2007年6月16日、マキシング）
- 綾瀬みう JUKEBOX 1st.（2007年7月16日、マキシング）※総集編（未公開映像も収録）
- ザーメン肉便器（2007年11月25日、ダスッ!）
- 女子校生 27人輪姦中出し（2007年12月25日、ダスッ!）
- REC 34（2008年1月11日、プレステージ）
- 働くオンナ Vol.7 AVに応募してきた保育園の先生（2008年1月23日、プレステージ）
- ハメられ美少女 3「体中、すべての肉穴をあなたでいっぱいにしてください」編（2008年2月23日、コージィ）
- ワイセツ、責められ妻。（2008年3月8日、フリー）

### イメージビデオ
- 裸体（2007年1月25日、シャッフル）

## 電子書籍

### デジタル写真集
- エロっ娘 ヌード楽園（2007年1月18日、イースト・プレス）
- ギリ写（2007年10月25日、フラウス）
- 解禁!! 綾瀬みう オトナの写真集（2007年12月13日、オープンモール）